# Никитич, Юрий Иванович
Ю́рий Ива́нович Ники́тич (19 апреля 1967, Липовец — 8 января 1995, Грозный) — командир разведывательной роты 234-го гвардейского парашютно-десантного Черноморского ордена Кутузова 3-й степени полка 76-й гвардейской воздушно-десантной Черниговской Краснознаменной дивизии, гвардии капитан. Герой России посмертно (1995).

## Биография
Родился в городе Липовец (по другим данным — в селе Ульяновка) Винницкой области в украинской семье Ивана Андреевича и Галины Давыдовны Никитичей. У семьи было трое детей: кроме Юрия дочь Екатерина и сын Александр.
В школьные годы Юрий Никитич увлекался борьбой, знакомые отмечали его физическую подготовку. После окончания средней школы, работал в строительном управлении Киева, приезжая домой в отпуск эпизодически вёл в школе кружок дзюдо для учащихся.
С 18 ноября 1985 года проходил срочную службу в воздушно-десантных войсках Советской Армии. После демобилизации в звании сержанта со второй попытки поступил в Рязанское высшее воздушно-десантное командное училище. Первая попытка оказалась неудачной, так как у Юрия был сломан нос — требовалась пластическая операция, после которой он повторно подал документы и был принят.
По окончании училища 20 июня 1992 года начал службу в 234-м гвардейском парашютно-десантном полку 76-й гвардейской воздушно-десантной дивизии, расквартированной в Пскове. В составе подразделений дивизии принимал участие в командировках в районы вооруженных конфликтов в Приднестровье, Абхазии и Южной Осетии. Прошёл путь от командира взвода до командира разведроты. С декабря 1994 года участвовал в боевых действиях в Чечне, в том числе в штурме Грозного, где выполнял задачи по штурмовке железнодорожного вокзала, а после — президентского дворца.

### Подвиг
8 января 1995 года, во время прорыва к президентскому дворцу в Грозном, подразделение Никитича столкнулось с замаскированными чеченскими огневыми точками. В завязавшемся бою капитан Никитич лично уничтожил вкопанный в землю танк, а после своим телом закрыл ствол чеченского безоткатного орудия. Взрыв снаряда уничтожил бронемашину с 11 боевиками. Капитан Никитич также погиб при взрыве.

## Семья
Юрий Никитич был женат на Елене из Рязани, в семье родились сын Кирилл и дочь Юлия.

## Награды
1 марта 1995 года, указом Президента Российской Федерации № 231 «за мужество и героизм, проявленные при выполнении боевого задания», гвардии капитану Никитичу Юрию Ивановичу посмертно присвоено звание Герой Российской Федерации с награждением медалью «Золотая Звезда» № 120.

## Память
Похоронен на родине жены — в городе Рязань, на Шереметьевском кладбище. На установленном на могиле памятнике указана иная дата гибели — 6 января.
На родине Юрия Никитича (в Липовце) его одноклассник Геннадий Ханас предпринимал попытку добиться переименования переулка и школы, в которой те учились в честь Юрия, но городская администрация отказала в просьбе, аргументируя это бюрократическими трудностями. В итоге была достигнута договорённость об установке мемориальной доски на здании школы за счет средств российского посольства.